# Club Siero
El Club Siero es un club de fútbol de España, de la población de Pola de Siero en Asturias. Fue fundado el 16 de marzo de 1916 y juega en la Primera Asturfútbol de Asturias. Su terreno de juego es el Estadio El Bayu, con una supuesta capacidad de 5000 espectadores.[cita requerida]

## Historia
El Club Siero nace el 16 de marzo de 1916 de la mano de un grupo de jóvenes que querían formar un equipo federado en Pola de Siero. El nuevo equipo federado de la villa sierense daría sus primeras patadas al balón donde antiguamente se encontraba el Estadio Luis Miranda. El equipo comienza en Tercera División con la creación la Liga española. Hasta entonces el Club Siero solo jugaría amistosos y torneos contra equipos de la zona ya existentes por esos años en Asturias. 
El Club Siero es un equipo que ha disputado en nueve ocasiones la promoción de ascenso a Segunda División B, logrando subir en la temporada 1999-2000. Tras un año en la Segunda División B, el Siero vuelve a Tercera (con estreno del campo El Bayu), y lo hará hasta la temporada 2008-09, cuando el club desciende a Regional Preferente. El Club Siero ha disputado hasta siete veces el torneo de la Copa del Rey, enfrentándose a equipos como el C. A. Osasuna o el Real Sporting de Gijón. En la fase de ascenso de la temporada 1999-2000 superó a la Unión Deportiva Salamanca "B", el Club Deportivo Lalín y la Real Sociedad Deportiva Alcalá. En la temporada 2014-15 logró proclamarse campeón de la Regional Preferente y consigue el retorno a Tercera División. En 2021 vuelve a descender a la Regional Preferente y al año siguiente baja a la penúltima categoría autonómica asturiana, la 2ª RFFPA, que esa temporada estrena nueva denominación.

## Escudo
El escudo del Club Siero, en cuanto a forma se refiere, es muy similar al escudo del concejo de Siero, cambiando la corona principesca por la mural y modificando los veros azules por rojos. Se mantiene el jarrón en el medio con un balón de fútbol encima. Debajo se incluye el nombre del club, en letras rojas sobre fondo blanco.

## Himno
El himno del Club Siero fue compuesto por el compositor Rafael "Falo" Moro Collar, autor asimismo de los himnos de los dos equipos más representativos de Asturias, el Real Sporting de Gijón y el Real Oviedo.

## Uniforme
- Uniforme titular: camiseta a franjas verticales rojiblancas, pantalón negro con reborde blanco y medias negras.
- Uniforme alternativo: completamente verde.

## Estadio
Tras la demolición del estadio Luis Miranda se trasladó al nuevo campo de El Bayu, con una supuesta capacidad de 5000 espectadores.[cita requerida] El terreno de juego tiene unas dimensiones de 109 x 73 metros. Cuenta con una única grada (está cubierta), dispone de cuatro torres de iluminación y un marcador electrónico desde 2019. Fue inaugurado en 2006.

## Datos del club

### Trayectoria en competiciones nacionales
- Temporadas en Primera División: 0
- Temporadas en Segunda División: 0
- Temporadas en Primera Federación: 0
- Temporadas en Segunda División B: 1
- Temporadas en Segunda Federación: 0
- Temporadas en Tercera: 51
- Participaciones en Copa del Rey: 7

### Récords (3.ª División)
- - Mejor puesto: 1.º (1984/85) y (1996/97)
  - Peor puesto: 20.º (2019/20) y (2020/21)

### Récords (2.ª División B)
- Puesto en liga: 17.º (2000/01)
  -  Puntos: 42 pts
- Mayor goleada lograda: Club Siero 3-1 Universidad de Oviedo (2000/01)
- Mayor goleada encajada: U. D. Pájara-Playas de Jandía 4-1 Club Siero (2000/01)
- Máximo goleador: Toño Ruíz (15 goles)

## Trayectoria
| Temporada       | Nivel | Categoría                        | Posición | Copa del Rey |
| --------------- | ----- | -------------------------------- | -------- | ------------ |
| 1929–46<-small> | —     | Regional                         | —        |              |
| 1946-47         | 4     | 1.ª Categoría Regional           | —        |              |
| 1947-48         | 4     | 1.ª Categoría Regional           | 7.º      |              |
| 1948-49         | 4     | 1.ª Categoría Regional           | 7.º      |              |
| 1948-49         | 4     | 1.ª Categoría Regional           | 9.º      |              |
| 1949-50         | 4     | 1.ª Categoría Regional           | 8.º      |              |
| 1950-51         | 4     | 1.ª Categoría Regional           | 12.º     |              |
| 1951-52         | 4     | 1.ª Categoría Regional           | 6.º      |              |
| 1952-1953       |       | No compite                       |          |              |
| 1953-54         | 4     | 1.ª Categoría Regional           | 4.º      |              |
| 1954-55         | 4     | 1.ª Categoría Regional           | 3.º      |              |
| 1955-56         | 4     | 1.ª Categoría Regional           | 7.º      |              |
| 1956-57         | 4     | 1.ª Categoría Regional           | 3.º      |              |
| 1957-58         | 3     | 3.ª División                     | 5.º      |              |
| 1958-59         | 3     | 3.ª División                     | 12.º     |              |
| 1959-60         | 3     | 3.ª División                     | 11.º     |              |
| 1960-61         | 3     | 3.ª División                     | 5.º      |              |
| 1961-62         | 3     | 3.ª División                     | 9.º      |              |
| 1962-63         | 3     | 3.ª División                     | 6.º      |              |
| 1963-64         | 3     | 3.ª División                     | 9.º      |              |
| 1964-65         | 3     | 3.ª División                     | 11.º     |              |
| 1965-66         | 3     | 3.ª División                     | 13.º     |              |
| 1966-67         | 3     | 3.ª División                     | 13.º     |              |
| 1967-68         | 3     | 3.ª División                     | 12.º     |              |
| 1968-69         | 4     | 1.ª Categoría Regional           | 1.º      |              |
| 1969-70         | 4     | 1.ª Categoría Regional           | 1.º      |              |
| 1970-71         | 3     | 3.ª División                     | 15.º     |              |
| 1971-72         | 4     | 1.ª Categoría Regional           | 1.º      |              |
| 1972-73         | 3     | 3.ª División                     | 19.º     |              |
| 1973-74         | 4     | 1.ª Categoría Regional           | 3.º      |              |
| 1974-75         | 4     | 1ª Categoría Regional Preferente | 1.º      |              |
| 1975-76         | 3     | 3.ª División                     | 19.º     | 1.ª ronda    |
| 1976-77         | 4     | 1ª Categoría Regional Preferente | 1.º      |              |
| 1977-78         | 4     | 3.ª División                     | 8.º      |              |
| 1978-79         | 4     | 3.ª División                     | 19.º     |              |
| 1979-80         | 4     | 3.ª División                     | 13.º     |              |
| 1980-81         | 4     | 3.ª División                     | 10.º     |              |
| 1981-82         | 4     | 3.ª División                     | 2.º      |              |
| 1982-83         | 4     | 3.ª División                     | 11.º     | 1.ª ronda    |
| 1983-84         | 4     | 3.ª División                     | 2.º      |              |
| 1984-85         | 4     | 3.ª División                     | 1.º      | 1.ª ronda    |
| 1985-86         | 4     | 3.ª División                     | 7.º      | 2.ª ronda    |
| 1986-87         | 4     | 3.ª División                     | 5.º      |              |
| 1987-88         | 4     | 3.ª División                     | 12.º     | 1.ª ronda    |
| 1988-89         | 4     | 3.ª División                     | 17.º     |              |
| 1989-90         | 4     | 3.ª División                     | 6.º      |              |

| Temporada | Nivel | Categoría           | Posición | Copa del Rey |
| --------- | ----- | ------------------- | -------- | ------------ |
| 1990-91   | 4     | 3.ª División        | 16.º     | 3.ª ronda    |
| 1991-92   | 4     | 3.ª División        | 13.º     |              |
| 1992-93   | 4     | 3.ª División        | 4.º      |              |
| 1993-94   | 4     | 3.ª División        | 2.º      | 2.ª ronda    |
| 1994-95   | 4     | 3.ª División        | 2.º      |              |
| 1995-96   | 4     | 3.ª División        | 12.º     |              |
| 1996-97   | 4     | 3.ª División        | 1.º      |              |
| 1997-98   | 4     | 3.ª División        | 4.º      |              |
| 1998-99   | 4     | 3.ª División        | 2.º      |              |
| 1999-2000 | 4     | 3.ª División        | 2.º      |              |
| 2000-01   | 3     | 2.ª División B      | 17.º     |              |
| 2001-02   | 4     | 3.ª División        | 3.º      |              |
| 2002-03   | 4     | 3.ª División        | 9.º      |              |
| 2003-04   | 4     | 3.ª División        | 14.º     |              |
| 2004-05   | 4     | 3.ª División        | 10.º     |              |
| 2005-06   | 4     | 3.ª División        | 11.º     |              |
| 2006-07   | 4     | 3.ª División        | 10.º     |              |
| 2007-08   | 4     | 3.ª División        | 14.º     |              |
| 2008-09   | 4     | 3.ª División        | 19.º     |              |
| 2009-10   | 5     | Regional Preferente | 17.º     |              |
| 2010-11   | 5     | Regional Preferente | 14.º     |              |
| 2011-12   | 5     | Regional Preferente | 6.º      |              |
| 2012-13   | 5     | Regional Preferente | 12.º     |              |
| 2013-14   | 5     | Regional Preferente | 9.º      |              |
| 2014-15   | 5     | Regional Preferente | 1.º      |              |
| 2015-16   | 4     | 3.ª División        | 16.º     |              |
| 2016-17   | 4     | 3.ª División        | 16.º     |              |
| 2017-18   | 4     | 3.ª División        | 16.º     |              |
| 2018-19   | 4     | 3.ª División        | 16.º     |              |
| 2019-20   | 4     | 3.ª División        | 20.º     |              |
| 2020-21   | 4     | 3.ª División        | 20.º     |              |
| 2021-22   | 6     | Regional Preferente | 10.º     |              |
| 2022-23   | 7     | 2.ª RFFPA           | 1.º      |              |
| 2023-24   | 6     | 1.ª Asturfútbol     | 6.º      |              |
| 2024-25   | 6     | 1.ª Asturfútbol     |          |              |

## Club Siero "B"
El Club Siero "B" es el equipo filial del Club Siero y militó en la Segunda Regional de Asturias desde 2016 a 2021, para retornar a inscribirse en la temporada 2023-24. Actualmente tiene un acuerdo de filialidad con el club de fútbol base y femenino, Club Deportivo Romanón, de la misma localidad.

## Palmarés

### Torneos nacionales
- Tercera División (2): 1984-85 y 1996-97.
- Subcampeón de Tercera División (6): 1981-82, 1983-84, 1993-94, 1994-95, 1998-99 y 1999-2000.

### Torneos autonómicos
- Copa de la Real Federación Española de Fútbol (Fase asturiana) (1): 1994-95.
- Campeonato de Asturias de Aficionados (1): 1970-71.
- Subcampeón del Campeonato de Asturias de Aficionados (1): 1964-65.
- Regional Preferente (6): 1968-69, 1969-70, 1971-72, 1974-75, 1976-77 y 2014-15.

### Torneos amistosos
- Trofeo Genji: (1) 2012.